# Varr i Abas Aliut
Varr i Abas Aliut är en bergstopp i Albanien. Den ligger i den centrala delen av landet, 80 km söder om huvudstaden Tirana. Toppen på Varr i Abas Aliut är 2 416 meter över havet. Varr i Abas Aliut ingår i Mali i Kulmakës.
Terrängen runt Varr i Abas Aliut är bergig åt nordost, men åt sydväst är den kuperad. Varr i Abas Aliut är den högsta punkten i trakten. 
Trakten runt Varr i Abas Aliut består till största delen av jordbruksmark.  Runt Varr i Abas Aliut är det ganska glesbefolkat, med 27 invånare per kvadratkilometer.